# Eskişehir (település)
Eskişehir (törökül: „régi város”; latinul: Dorylaeum, görögül:  Δορύλαιον, Dorylaion) Törökország Eskişehir tartományának székhelye. A város a Porsuk folyó két partján fekszik, 792 méterrel a tengerszint fölött. Lakosainak száma 2000-ben 482 793 fő volt.

## Története
A várost i. e. 1000 körül phrügök alapították. A negyedik században a város tíz kilométerre északkeletre költözött. Ebben az időszakban kezdett elterjedni a kereszténység Anatóliában, Eskişehirben püspöki hivatal is működött. A szeldzsuk törökök 1074-ben vették be a várost. Az oszmán időkben szandzsák-státust kapott. A török függetlenségi háború idején fontos stratégiai csomópont és több jelentős csata helyszíne volt. A város ipara az 1960-as években indult fejlődésnek, itt kezdték el gyártani a Devrim elnevezésű első, teljesen török gyártmányú személygépkocsit, de mindössze néhány darab elkészülte után a gyártást leállították.

## Gazdaság
Eskişehir ma Törökország egyik legfejlettebb ipari városa, a hagyományos malomipar és téglagyártás mellett megjelentek az olyan modern iparágak is, mint a repülőipar, az eskişehiri légibázis a török légierő főhadiszállása is például. Ezen kívül gyártanak itt tehergépjárműveket, mozdonyokat, harcirepülőgép-motorokat, mezőgazdasági gépeket, háztartási gépeket; fejlett a textilipara, a cementipara, előállítanak vegyipari termékeket és cukrot, valamint jelentős a tajtékkő-feldolgozás, amiből többek között a világszerte híres eskişehiri tajtékkő-pipákat is késztik.

## Látnivalók
A régi Eskişehirből kevés maradt fenn, a függetlenségi háború után teljesen újra kellett építeni. Közelében találhatóak Dorylaeum romjai; a város leginkább kénes termálforrásairól nevezetes.

## Oktatás
A városnak két egyeteme van, az Anadolu Egyetem és az Eskişehir Osmangazi Egyetem.

## Sport
| Klub            | Sportág    | Alapítva | Liga                             | Stadion                     |
| --------------- | ---------- | -------- | -------------------------------- | --------------------------- |
| Eskişehirspor   | Labdarúgás | 1965     | Turkcell Süper Lig               | Eskişehir Atatürk Stadion   |
| Anadolu Egyetem | Kosárlabda |          | Török kosárlabdaliga II. osztály | Anadolu Egyetemi Sportpálya |

## Éghajlata
| Hónapok      | Jan  | Feb  | Már  | Ápr  | MáJ  | Jún  | Júl  | Aug  | Szep | Okt  | Nov  | Dec |
| ------------ | ---- | ---- | ---- | ---- | ---- | ---- | ---- | ---- | ---- | ---- | ---- | --- |
| Átl. max. °C | 3.9  | 6.2  | 11.2 | 16.4 | 21.8 | 25.9 | 29.2 | 28.9 | 25   | 19.8 | 12.4 | 5.5 |
| Átl. min. °C | -4.1 | -3.9 | -1.5 | 2.8  | 6.9  | 10.4 | 13.1 | 13   | 8.4  | 4.4  | 0.3  | -2  |

## Testvérvárosok
| - Phadzsu, Dél-Korea - Kazany, Oroszország - Kolozsvár, Románia (2020 óta) |

## A városhoz kötődnek
- Yunus Emre - 13. századi költő
- Cüneyt Arkın - színész

## Képek

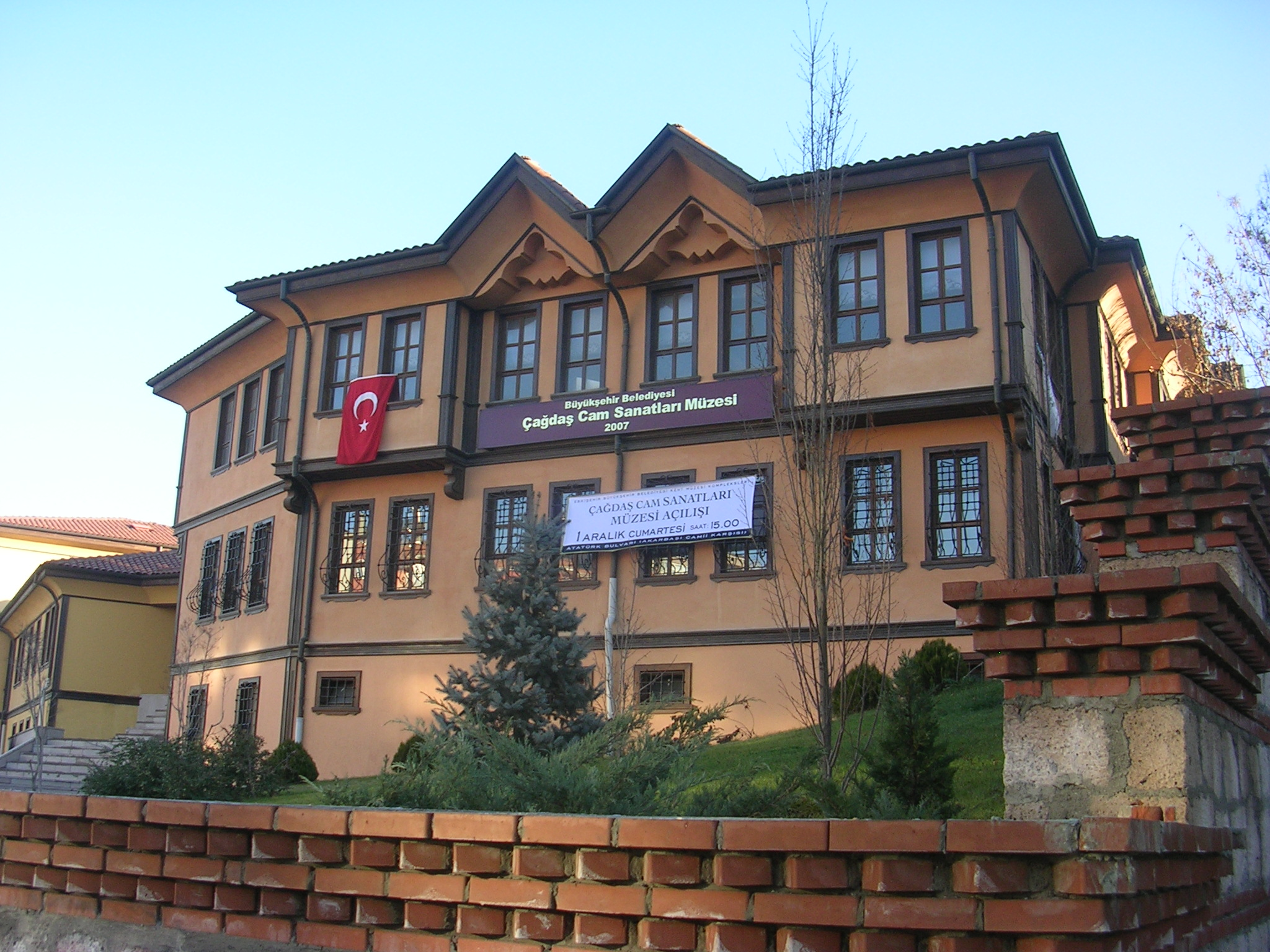
Üvegmúzeum
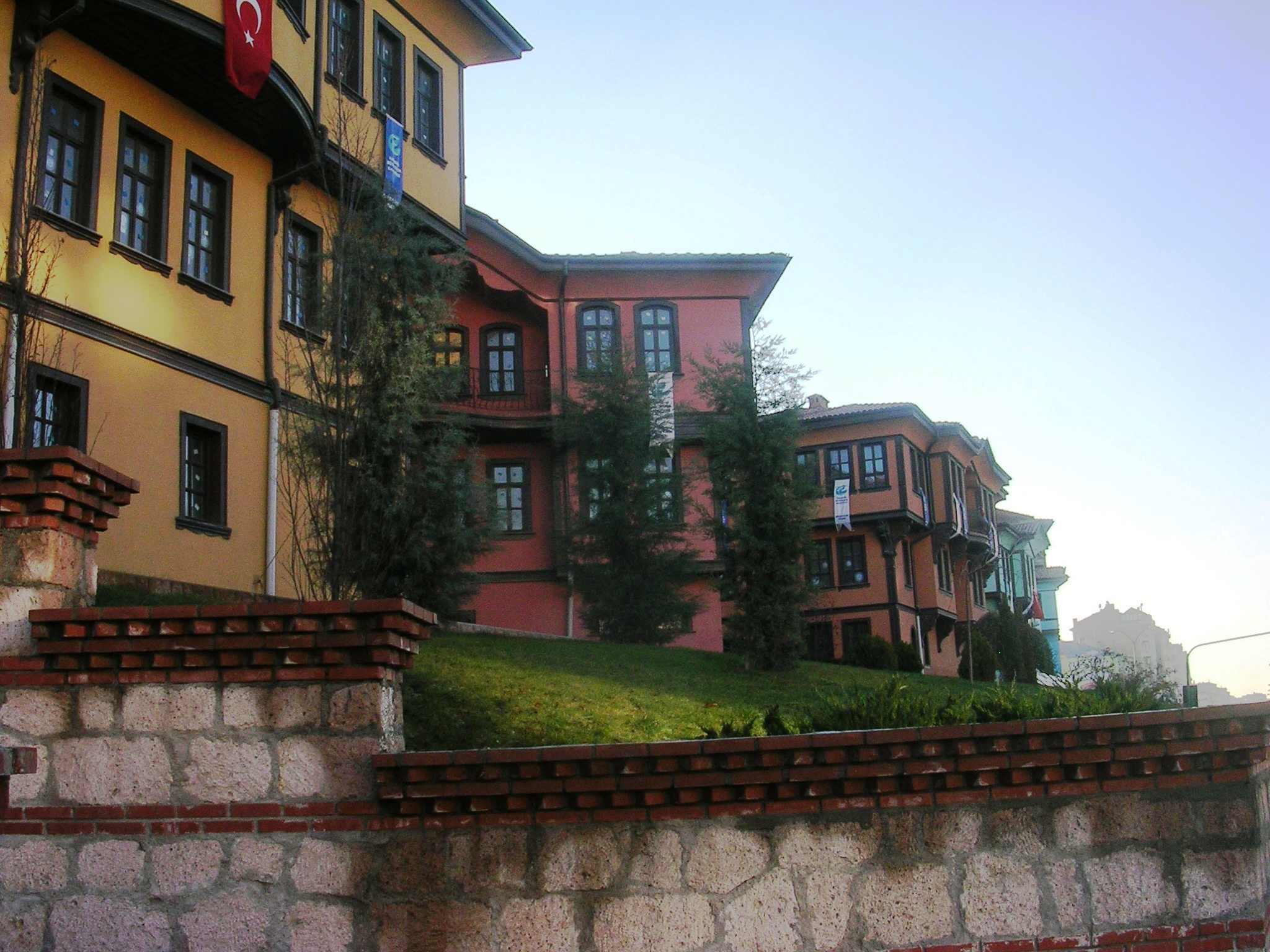
Régi házal Odunpazarıban
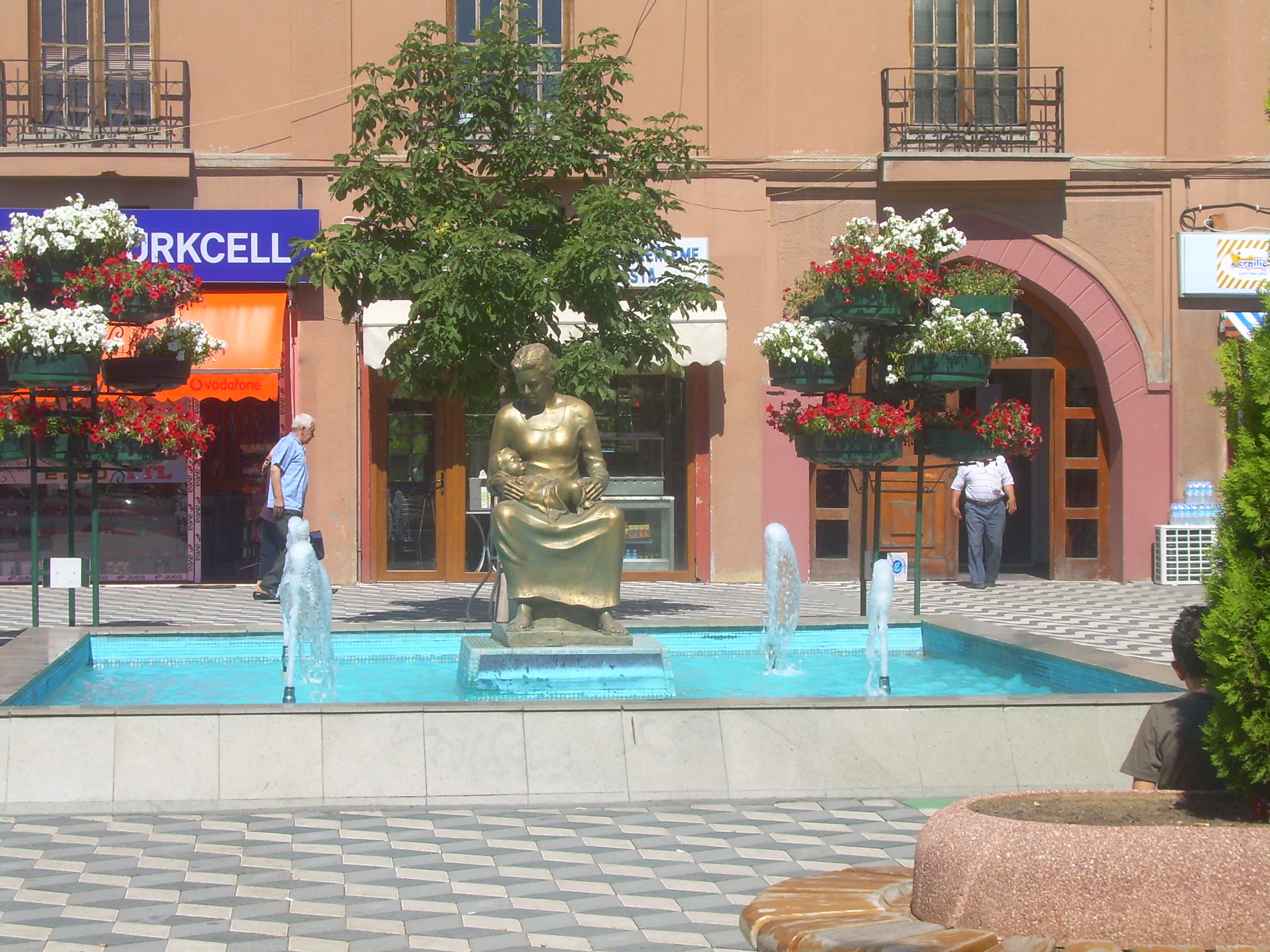
Nene Hatun szobra
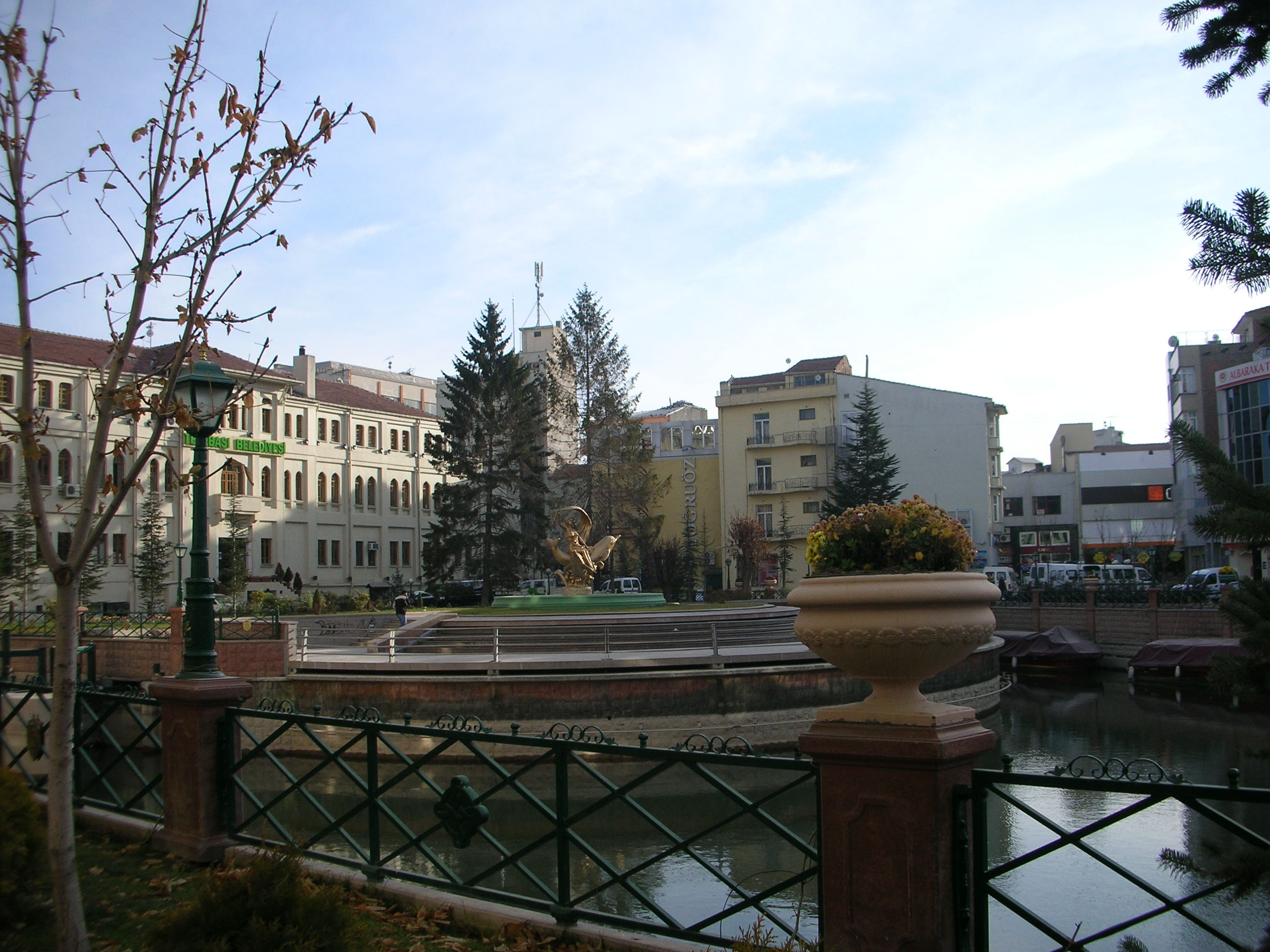
Belváros